# Isolotto Roma
L'isolotto Roma è un isolotto del mar Tirreno situato nelle immediate vicinanze dell'isola di Santo Stefano, nella Sardegna nord-orientale.

Appartiene amministrativamente al comune di La Maddalena e si trova all'interno del parco nazionale dell'Arcipelago di La Maddalena.